# Куэй (округ)
Куэй (англ. Quay County) — округ в штате Нью-Мексико, США. Столица — Тукумкэри. По данным переписи за 2010 год число жителей округа составляло 9041 человек. Округ был создан в 1903 году.

## География
Расположен в восточной части штата. По данным Бюро переписи населения США округ Куэй имеет общую площадь в 7464 квадратных километра, из которых 7444 кв. километра занимает земля и 19 кв. километра — вода.

## Население
| Год переписи | Нас.  |  | %±     |
| ------------ | ----- |  | ------ |
| 1910         | 14912 |  | —      |
| 1920         | 10444 |  | −30%   |
| 1930         | 10828 |  | 3,7%   |
| 1940         | 12111 |  | 11,8%  |
| 1950         | 13971 |  | 15,4%  |
| 1960         | 12279 |  | −12,1% |
| 1970         | 10903 |  | −11,2% |
| 1980         | 10577 |  | −3%    |
| 1990         | 10823 |  | 2,3%   |
| 2000         | 10155 |  | −6,2%  |
| 2010         | 9041  |  | −11%   |
| 2016         | 8365  |  | −7,5%  |

В 2010 году на территории округа проживал 9041 человек (из них 49,3 % мужчин и 50,7 % женщин), насчитывалось 4072 домашних хозяйства и 2502 семьи. Расовый состав: белые — 86,1 %, афроамериканцы — 1,1 %, коренные американцы — 1,2 %, азиаты — 1,0 и представители двух и более рас — 3,4 %. 42,4 % населения были латиноамериканцами.
Население округа по возрастному диапазону по данным переписи 2010 года распределилось следующим образом: 21,8 % — жители младше 18 лет, 3,2 % — между 18 и 21 годами, 54,4 % — от 21 до 65 лет и 20,6 % — в возрасте 65 лет и старше. Средний возраст населения — 45,6 лет. На каждые 100 женщин в Диксоне приходилось 97,2 мужчин, при этом на 100 совершеннолетних женщин приходилось уже 93,4 мужчин сопоставимого возраста.
Из 4072 домашних хозяйств 61,4 % представляли собой семьи: 43,5 % совместно проживающих супружеских пар (12,6 % с детьми младше 18 лет); 12,7 % — женщины, проживающие без мужей и 5,2 % — мужчины, проживающие без жён. 38,6 % не имели семьи. В среднем домашнее хозяйство ведут 2,21 человека, а средний размер семьи — 2,79 человека. В одиночестве проживали 34,2 % населения, 15,5 % составляли одинокие пожилые люди (старше 65 лет).

## Экономика
В 2015 году из 7058 трудоспособных жителей старше 16 лет имели работу 2937 человек. При этом мужчины имели медианный доход в 35 114 долларов США в год против 30 333 долларов среднегодового дохода у женщин. В 2014 году медианный доход на семью оценивался в 40 801 $, на домашнее хозяйство — в 29 113 $. Доход на душу населения — 17 335 $. 12,0 % от всего числа семей в Куэе и 17,1 % от всей численности населения находилось на момент переписи за чертой бедности.